# Angie Cruz
Angie Cruz (24 de febrero de 1972) es una novelista estadounidense y profesora asociada en la Universidad de Pittsburgh, donde enseña en el programa MFA.

## Primeros años y educación
Cruz nació el 24 de febrero de 1972 en Washington Heights, ciudad de Nueva York. Es de ascendencia dominicana y viajaba regularmente desde la ciudad de Nueva York a la República Dominicana cuando era niña.
Cruz asistió a una escuela católica hasta el octavo grado y se interesó en las artes visuales en la escuela secundaria. Asistió a la Escuela de Artes LaGuardia y al Fashion Institute of Technology, donde estudió diseño de moda. Recibió su licenciatura en inglés de SUNY Binghamton y una maestría en escritura creativa de la Universidad de Nueva York.

## Carrera
Cruz ha escrito numerosos libros centrados en temas de hogar, género, raza, desplazamiento y vida de clase trabajadora.
Cruz publicó su primera novela Soledad en 2001 y su segunda novela, Let It Rain Coffee en 2005, ambas con Simon & Schuster. Su tercera novela, Dominicana (2019), que publicó con Flatiron Books, recibió un gran reconocimiento. Publishers Weekly describió la obra como «fascinante... la novela ganadora de Cruz permanecerá en la mente del lector mucho después del cierre de la historia». NBC describió a Dominicana como «una de las historias de inmigrantes más evocadoras y empoderadoras de nuestro tiempo». En 2022, Cruz publicó su cuarta novela, How Not to Drown in a Glass of Water, también con Flatiron Books.
Cruz es profesora asociada en el programa de escritura de la Universidad de Pittsburgh y editora en jefe, cofundadora de la revista literaria Aster(ix).

## Premios
Cruz ha recibido numerosas becas por su enseñanza y escritura, entre ellas el Premio Barbara Deming, la Beca de la Fundación para las Artes de Nueva York, la Beca Camargo, la Beca Literaria Van Lier y la Beca del Fondo NALAC para las Artes. También ha obtenido residencias en: Yaddo, The Macdowell Colony, Fundación Valparaíso, Fundación La Napoule y The Millay Colony.
Dominicana fue preseleccionada para el Premio de Ficción Femenina 2020. En 2020, Dominicana recibió los Premios Alex.
En 2021, Cruz recibió el premio Gina Berriault. El premio se otorga anualmente a un escritor que ha demostrado amor por la narración y un compromiso para ayudar a los escritores jóvenes.

## Novelas
- Soledad. Simon & Schuster. 2001. ISBN 9780743212021.
- Let It Rain Coffee. Simon & Schuster. 2005. ISBN 9780743212045.
- Dominicana. Flatiron Books. 2019. ISBN 9781250205933.
- How Not to Drown in a Glass of Water. Flatiron Books. 2022. ISBN 9781250208453.